# Viktor von Kronhelm
Ernst Felix Viktor von Kronhelm (* 2. Juli 1854 in Neiße; † 18. Februar 1910 in Heidelberg) war ein preußischer Generalmajor.

## Leben

### Herkunft
Viktor war ein Sohn des preußischen Oberst und Kommandanten von Graudenz Robert von Kronhelm und dessen Ehefrau Jenny, geborene Gottwald.

### Militärkarriere
Kronhelm absolvierte das Kadettenkorps und wurde am 18. Oktober 1871 als Sekondeleutnant dem 3. Posenschen Infanterie-Regiment Nr. 58 der Preußischen Armee in Glogau überwiesen. Von Mitte Mai 1873 bis Anfang März 1878 war er Adjutant des Füsilier-Bataillons in Fraustadt und wurde anschließend in gleicher Eigenschaft zum I. Bataillon im 4. Pommerschen Infanterie-Regiment Nr. 21 nach Bromberg versetzt. Mitte September 1879 avancierte Kronhelm zum Premierleutnant und absolvierte ab Oktober 1880 zur weiteren Ausbildung für drei Jahre die Kriegsakademie in Berlin. Am 15. April 1884 folgte seine Kommandierung auf ein Jahr zur Dienstleistung beim Großen Generalstab und Mitte April 1886 wurde er in das 1. Hannoversche Infanterie-Regiment Nr. 74 versetzt. Mit der Beförderung zum Hauptmann wurde Kronhelm am 22. März 1887 Chef der 10. Kompanie und am 14. November 1895 als Major seinem Regiment aggregiert. Daran schloss sich ab dem 17. April 1897 eine Verwendung als Kommandeur des II. Bataillons im Füsilier-Regiment „General-Feldmarschall Prinz Albrecht von Preußen“ (Hannoversches) Nr. 73 an.
Am 29. März 1899 trat Kronhelm zur Marineinfanterie über und wurde als Kommandeur des II. Seebataillons in der Kaiserlichen Marine angestellt. Anlässlich der Niederschlagung des Boxeraufstandes verlegte sein Bataillon nach China. Von Peking aus nahm er an den Kämpfen bei Liang-Hsiang-Hsien, Nan-Hung-Men, Nan-kou sowie Sha-ho teil und erhielt für sein Wirken durch eine Kabinettsorder vom 28. Dezember 1900 den Kronen-Orden III. Klasse mit Schwertern. Mit der Bildung der Ostasiatischen Besatzungsbrigade kam er Anfang Juni 1901 zum Stab des 1. Ostasiatischen Infanterie-Regiments. Nachdem Kronhelm Ende April 1902 zum Oberstleutnant aufgestiegen war, wurde er am 9. Juli 1902 zum Stab des 2. Ostasiatischen Infanterie-Regiments versetzt und mit dem Ritterkreuz des Ordens der Württembergischen Krone mit den Löwen und Schwertern ausgezeichnet.
Zum 28. Juli 1903 schied Kronhelm aus der Ostasiatischen Besatzungsbrigade aus und als aggregiert beim Füsilier-Regiment „General-Feldmarschall Graf Blumenthal“ (Magdeburgisches) Nr. 36 wieder in der Armee angestellt. Ende April 1904 rückte er zum etatmäßigen Stabsoffizier auf und im März 1905 als Ehrenritter in den Johanniterorden aufgenommen. Unter Ernennung zum Kommandeur seines Regiments erfolgte am 22. April 1905 seine Beförderung zum Oberst und als solcher erhielt er im Januar 1909 anlässlich des Ordensfestes den Kronen-Orden II. Klasse mit Schwertern am Ringe. Am 24. März 1909 beauftragte man ihn zunächst mit der Führung der 79. Infanterie-Brigade in Wesel und am 20. April 1909 wurde er als Generalmajor Kommandeur dieser Brigade. In dieser Stellung ist Kronhelm am 18. Februar 1910 gestorben.